# Lianzhou
Lianzhou (连州), ou Linchow, é um condado com nível de cidade pertencente à prefeitura com nível de cidade de Qingyuan, na província de Cantão (China). Passa por lá o rio Lian Jiang. Tem uma área de superfície de 2,661 km2 e com uma população de 367,859 habitantes (em 2010)